# نصيرة محمدي
نصيرة محمدي شاعرة جزائرية مواليد البرين بمدينة الجلفة، حاصلة على شهادة الماجستير في الأدب العربي من جامعة الجزائر وتعمل أستاذة جامعية ، للأدب العربي بمعهد الإعلام والإتصال بجامعة الجزائر.

## أشهر مؤلفاتها
- غجرية [1]
- كأس سوداء [2]
- روح النهرين [3]
- بجوارهم .[4]
- سيرة كتابة [4]

## إقتباسات
| نصيرة محمدي | لا أريد أن أمضي بيضاء إنما ملوثة بالتجارب | نصيرة محمدي |

- الإبداع لا يتأسس إلا على الحياة.
- النص ليس معطى جاهزا لكنه حفر في الحياة.
- قصيدة النثر قصيدة إشكالية وحمالة أوجه دائما، لذلك هي أكثر ذهابا نحو المستقبل.
- لا أريد أن أمضي بيضاء إنما ملوثة بالتجارب.
- يجب أن نؤسس ذواتنا بالأسئلة الحقيقية، الشائكة والمعقدة.[5]

### إنجازاتها
عضو مؤسس لجماعة كتاب الاختلاف، كاتبة صحفية للكثير من الصحف والمجلات و القنوات التلفزيونية الجزائرية، وتعد سفيرة للجزائر في كثير من المحافل الشعرية الإقليمية والعالمية، وتعد رسالة دكتوراة بعنوان تيمة الموت في الرواية الجزائرية .

## وصلات خارجية
- حوار موقع النور الجزائري مع الشاعرة نصيرة محمدي
- حوار برنامج «ثقافة» القناة الفرنسية 24